# Guzei.com
Guzei.com (также «Страница Игоря Гузея») — сайт в русскоязычном интернете (Рунете), посвящённый радиовещанию.
К 2001 году, по данным журнала «Радиохобби», тематика была разнообразной, имелись сведения по почти всем радиостанциям на пространстве СНГ, хотя информация в рубриках могла быть разрозненной и устаревшей.
Как отмечали в 2005 году Эльмира Аширова и Ренат Закиев в Российской газете, на сайте можно было подобрать веб-радиостанции из разных стран мира. Содержались не только ссылки на страницы радиостанций, но и была сразу доступна трансляция. При этом часть радиостанций при проверке не работали («радиотишина»). С их точки зрения, на ресурсе было «удобнее всего» найти веб-радиостанции под свой вкус.
В 2015 году сайт имел спор по поводу авторских прав с Ретро FM, на начало 2016 трансляция данной радиостанции не работала.
С 1 января 2023 года отключены потоки вещания радиостанций и убран радио-плеер из-за невозможности оплаты Российскому авторскому обществу (на фоне обнуления доходов от рекламы Google).
Помимо онлайн-радио на сайте имеются фоторепортажи, интервью с руководителями радиостанций и заметки по темам, связанным с радио.
С октября 2024 года сайт частично не работает, многие страницы не открываются.